# Chiquimula (departament)
Chiquimula – jeden z 22 departamentów Gwatemali, położony na południu kraju. Stolicą departamentu jest miasto Chiquimula. W skład departamentu wchodzi 11 gmin (municipios). Departament graniczy na północy z departamentem Zacapa, na wschodzie granicą państwową z Hondurasem, na południu z Salwadorem i z departamentem Jutiapa oraz na zachodzie z departamentami Jalapa i Zacapa.
Najważniejszymi miastami w departamencie oprócz stołecznego są Jocotán, Camotán i Esquipulas. Departament ma charakter górzysty o średnim wyniesieniu 424 m n.p.m. i ciepłym klimacie. 

## Podział departamentu
W skład departamentu wchodzi 11 gmin (municipios).
1. Camotán
2. Chiquimula
3. Concepción Las Minas
4. Esquipulas
5. Ipala
6. Jocotán
7. Olopa
8. Quezaltepeque
9. San Jacinto
10. San José La Arada
11. San Juan Ermita